# Лещиков, Валерий Николаевич
Валерий Николаевич Лещиков (29 января 1940 — 16 апреля 2020) — советский и российский историк, руководитель образования.
Кандидат исторических наук (1975), профессор. В 1987—2008 годах — ректор Псковского государственного педагогического института им. С. М. Кирова, с 2004 г. - Псковского государственного педагогического университета им. С.М. Кирова. Председатель совета ректоров Псковской области. Почётный гражданин города Пскова (2004).

## Биография
Родился 29 января 1940 года в деревне Анчёнки Опочецкого района Псковской области. После окончания службы по призыву в Советской Армии в 1962 году поступил на учёбу в Псковский педагогический институт на исторический факультет, был избран освобождённым секретарём комитета ВЛКСМ. После окончания института работал заведующим отделом Псковского обкома ВЛКСМ, затем первым секретарём Псковского горкома ВЛКСМ, секретарём Псковского обкома ВЛКСМ.   В 1972-1975 годах был аспирантом Академии общественных наук при ЦК КПСС, защитил диссертацию на соискание учёной степени кандидата исторических наук. В 1975-1978 годах работал консультантом Дома политического просвещения, руководителем лекторской группы Псковского обкома КПСС. С 1978 года работал в Псковском государственном педагогическом институте. Он последовательно прошёл все стадии преподавательской и административно-управленческой деятельности: преподавателя, доцента, заведующего кафедрой, декана исторического факультета, первого проректора по учебной работе.   С 1987 по 2008 год являлся ректором института, переизбирался в 1992, 1997 и 2002 годах.   За время работы Валерия Лещикова ректором в Псковском пединституте открылись четыре факультета - психолого-педагогический, технологии и предпринимательства, дополнительного профессионального и послевузовского образования, повышения квалификации, открылись шесть кафедр, аспирантура, диссертационный совет, редакционно-издательский отдел. В 2004 году избран почётным гражданином города Пскова.  После ухода с должности ректора продолжил работу в вузе в качестве заведующего кафедрой истории.  В 2018 году завершил преподавательскую деятельность.
Научные исследования В. Лещикова посвящены проблемам истории региона, истории образования, деятельности Псковского земства, всего он опубликовал около 60 научных трудов.   Награждён Орденом Дружбы, медалями "За трудовую доблесть", "За доблестный труд", "Ревнителю просвещения", нагрудным знаком "Почётный работник высшего профессионального образования".